# ما قدردان قدرت هستیم
«ما قدردان قدرت هستیم» ترانه‌ای از موسیقی‌دان کانادایی گرایمز به‌همراهٔ موسیقی‌دان آمریکایی هانا می‌باشد که در ۲۹ نوامبر سال ۲۰۱۸ به‌عنوان تک‌آهنگ اصلی پنجمین آلبوم استودیویی وی تحت عنوان خانم انتروپوسن تبلیغ و منتشر گردید، اگرچه فقط در نسخه‌های دیلاکس و ژاپنی در دسترس قرار داشت.